# Mirawno
Mirawno – osada w Polsce położona w województwie zachodniopomorskim, w powiecie myśliborskim, w gminie Myślibórz. Miejscowość wchodzi w skład sołectwa Myśliborzyce.
31 grudnia 1951 nazwę gromady Kolonia Myślibórz w gminie Myślibórz zmieniono na Mirawno.
W latach 1975–1998 miejscowość administracyjnie należała do województwa gorzowskiego.